# 高根村 (千葉県)
高根村（たかねむら）は、千葉県長生郡（長柄郡）にかつて存在した村である。
旧村名をそのまま村名としているが、現在では「大字本郷」となっているため、長生村の地名としては現存しない。長生村立高根小学校にその名をとどめる。

## 地理
- 現在の長生村の北部に位置する。
- 村のほとんどは平地である。

## 歴史

### 沿革
- 1889年（明治22年）4月1日 - 町村制施行に伴い、高根本郷村、宮成村、小泉村、曽根村、中之郷村と六ッ野村、北高根村、一ッ松村、岩沼村の各飛地が合併して長柄郡高根本郷村（たかねほんごうむら）が発足。
- 1897年（明治30年）4月1日 - 長柄郡、上埴生郡が統合されて長生郡となる。
- 1941年（昭和16年）2月11日 - 高根本郷村が高根村に改称。
- 1953年（昭和28年）11月3日 - 高根村は八積村、一松村と合併し、長生村を新設。同日高根村廃止。

変遷表
| 1868年 以前 | 1868年 以前 | 明治元年   | 明治2年    | 明治4年    | 明治22年 4月1日 | 明治30年 4月1日 | 明治30年 4月1日 | 昭和16年 2月11日 | 昭和28年 11月3日 | 現在   |
| ----------- | ----------- | ---------- | ---------- | ---------- | --------------- | --------------- | --------------- | ---------------- | ---------------- | ------ |
|             | 高根本郷村  | 高根本郷村 | 高根本郷村 | 高根本郷村 | 高根本郷村      | 長生郡 発足     | 高根本郷村      | 高根村 に改称    | 長生村           | 長生村 |
|             | 原村        |            | 高根本郷村 | 高根本郷村 | 高根本郷村      | 長生郡 発足     | 高根本郷村      | 高根村 に改称    | 長生村           | 長生村 |
|             | 曽根新田    | 曽根村     | 曽根村     | 曽根村     | 高根本郷村      | 長生郡 発足     | 高根本郷村      | 高根村 に改称    | 長生村           | 長生村 |
|             | 天子丸村    | 天子丸村   | 天子丸村   | 中之郷村   | 高根本郷村      | 長生郡 発足     | 高根本郷村      | 高根村 に改称    | 長生村           | 長生村 |
|             | 小泉村      |            |            |            | 高根本郷村      | 長生郡 発足     | 高根本郷村      | 高根村 に改称    | 長生村           | 長生村 |
|             | 宮成村      |            |            |            | 高根本郷村      | 長生郡 発足     | 高根本郷村      | 高根村 に改称    | 長生村           | 長生村 |

## 人口・世帯

### 人口
総数 [単位： 人]
| 1891年（明治24年） | 3,011 |
| 1945年（昭和20年） | 2,921 |
| 1953年（昭和28年） | 3,291 |

### 世帯
総数 [単位： 世帯]
| 1945年（昭和10年） | 545 |
| 1953年（昭和28年） | 589 |